# Forêt urbaine

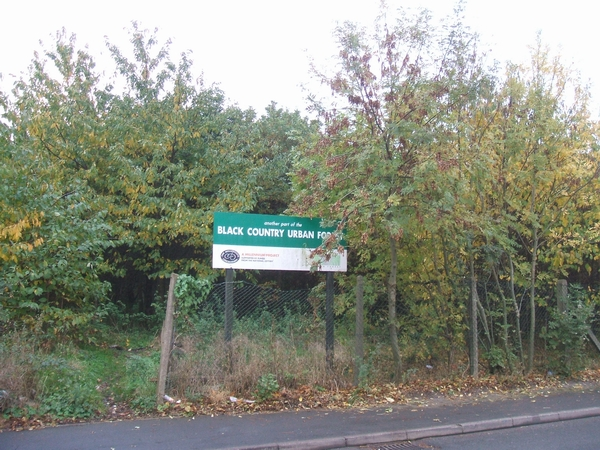
Forêt urbaine récemment plantée (Royaume-Uni), La Forêt urbaine du pays noir, désigne des initiatives et projets collectifs de reboisement de zones urbaines et anciennes friches industrielles

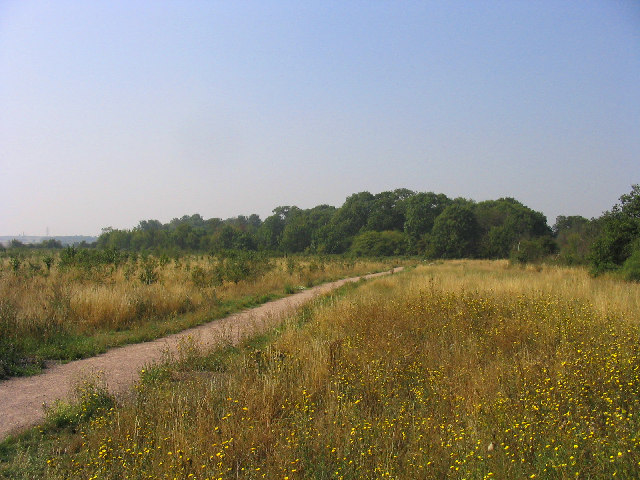
Cely Wood, forêt urbaine de Thames Chase (Upminster, au Royaume-Uni)

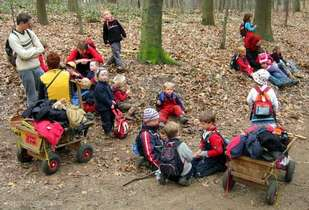
La forêt urbaine est aussi un lieu de premier contact avec la nature pour bien des enfants

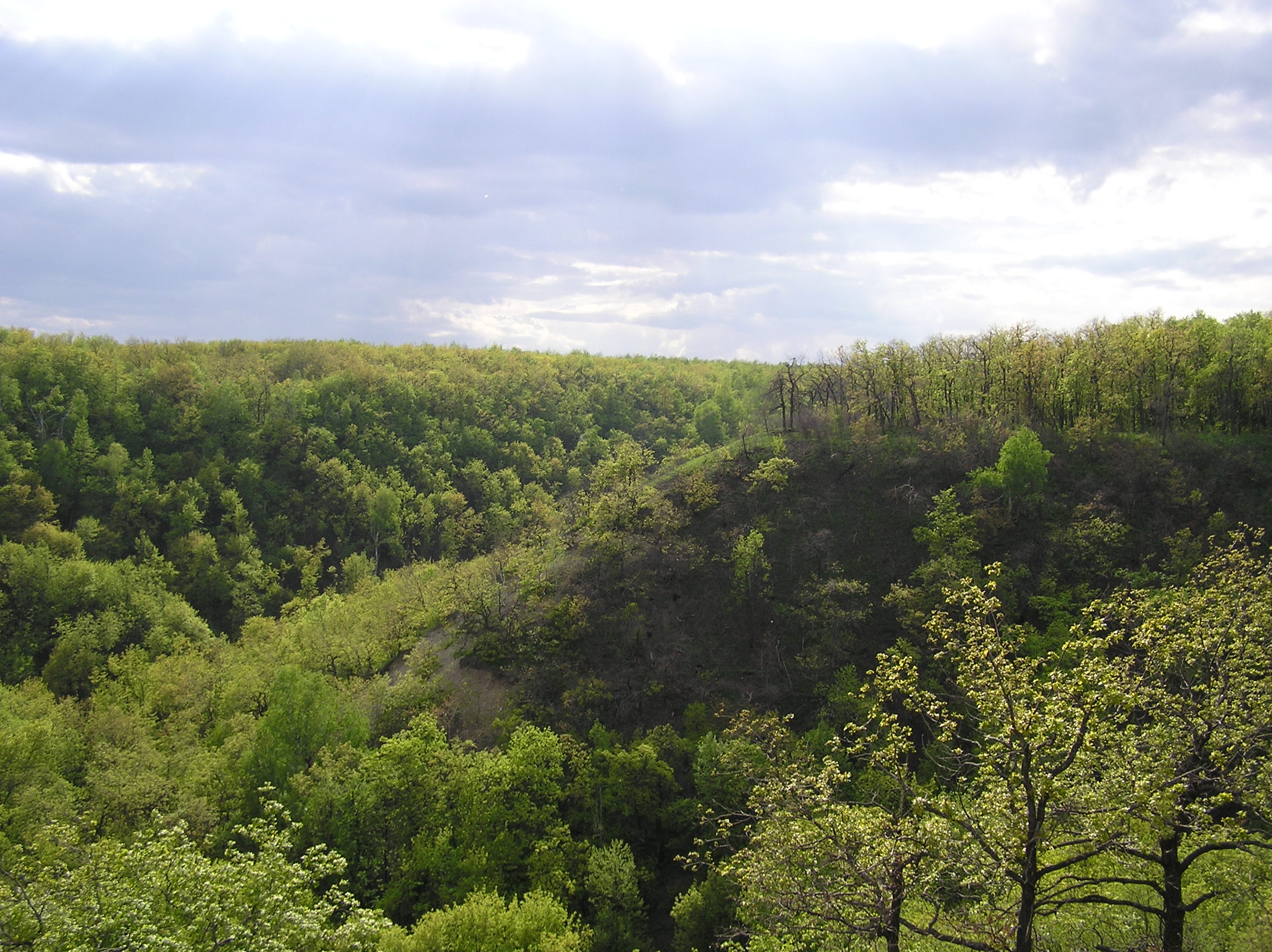
Partie de la forêt périurbaine « Koumysnaïa Poliana » de Saratov (Russie)

La notion de forêt urbaine est née à la fin du XXe siècle, désignant une forêt ou des boisements poussant dans une aire urbaine. On parlera plutôt de forêt périurbaine quand elle cerne la ville ou sa banlieue.
Elle a fait son apparition principalement au Canada et dans les villes abritant de vastes étendues boisées telles que Bruxelles, Oslo, Londres, Berlin, Stuttgart, Stockholm ou Zurich.
Ce concept récent se différencie de la notion de « parc urbain » en accordant plus d'importance à la naturalité, aux milieux et aux services écosystémiques rendus.

## Définition
Les forêts urbaines sont d'une grande variété, mais semblent pouvoir être catégorisées en quatre grands types. Tout d'abord, certaines sont des vestiges préservés de la forêt naturelle. Ces boisements ont souvent été réaménagés, comme le bois de la Cambre (en néerlandais : Ter Kamerenbos) au cœur de la ville de Bruxelles. D'autres sont issus de boisements anciens présents avant l'accroissement urbain (et ensuite ouverts au public ou non), parfois en partie pour des raisons de stratégie militaire (comme le bois de Boulogne autour de la citadelle de Vauban à Lille), et souvent pour ménager des parcs de chasse à proximité des lieux de pouvoir (comme les bois de Boulogne et de Vincennes de part et d'autre de Paris). Elles peuvent également trouver leur origine dans des boisements replantés ou artificiellement créés, sur des friches par exemple, en tant que jardin urbain, comme mesure compensatoire, comme lieu d'aménités ou pour protéger la ressource en eau (protection de captage ou de zone d'alimentation de la nappe phréatique). Enfin, il peut s'agir de forêts périurbaines, comme la forêt de Soignes, relique de forêt ancienne de 4 383 hectares qui couvre à peu près la moitié de la surface de la région Bruxelles-Capitale en Belgique.

### ONU, PNUE
Sous l'impulsion de l'architecte Stefano Boeri, un mouvement pour les « forêts urbaines », comme outils de régulation climatique a vu le jour en 2017.
En 2018, dans le cadre de l'Objectif de développement durable n° 11 : villes et communautés durables (ODD qui vise à créer des villes inclusives, sûres, résilientes et plus soutenables), lors d'un « Forum mondial sur les forêts urbaines » à Mantoue, la FAO et l'ONU ont lancé une initiative dite Programme mondial des villes forestières, visant à rendre les villes plus vertes, résilientes et durables en intégrant mieux les arbres dans leurs trames vertes.
Début 2020, la FAO et la Fondation Arbor Day ont présenté les 59 premières villes inscrites et reconnues par l'ONU comme villes forestières (ce qui nécessite de remplir 5 critères) : Dublin, Ljubljana, Quito, Paris, Erevan, et des mégalopoles comme New York, San Francisco et Toronto, ou des villes plus petites telles Bradford (Grande-Bretagne), Thunder Bay (Canada), Tempe (Arizona, États-Unis) ou Mantoue (Italie). Selon Hiroto Mitsugi (sous-directeur général de la FAO chargé du département des forêts), « tous ensemble, les maires de ces villes peuplées d'arbres forment un réseau mondial de dirigeants de la foresterie urbaine qui partagent les mêmes valeurs dans le domaine des arbres urbains et des forêts urbaines ». Début février 2020, plus d'une centaine d'autres villes s'étaient déjà engagées à participer, en attente pour se qualifier. Il s'agit aussi de former  un réseau international de villes qui partageront la connaissance et leurs bonnes pratiques de gestion durable de ces forêts urbaines (et des espaces verts).

### En Europe
Un programme COST « E12 forêts urbaines et des arbres » a réuni plus de 100 experts en arbres urbains et forêts urbaines, représentants 22 régions d'Europe et 70 institutions. Ce groupe a de 1999 à 2001 enquêté sur les pratiques actuelles de plantation dans les villes européennes (surfaces, zones, essences, pratiques de suivi et évaluation, facteurs d'échec…) pour 17 pays, avec parmi les résultats :
- Un nombre d'arbres de rue par personne très variable, allant de 50 à 80 arbres de rue pour 1 000 habitants en Europe centrale, jusqu'à seulement 20 arbres pour 1 000 habitants à Nice ;
- Souvent, ce sont les mêmes quelques espèces qui sont plantées partout, « ce qui devrait susciter des inquiétudes, car la diversité des essences est considérée comme un facteur important dans l'augmentation de la résilience de la population urbaine d'arbres aux stress abiotiques et biotiques » ;
- La plantation d'arbres de rue de plus de 20-30 cm de circonférence, se fait de plus en plus souvent avec les racines en terre dans une motte enveloppée de toile de jute enveloppée, mais quelques pays utilisent encore des plants à racines nues et des arbres beaucoup plus petits (moins de 12 cm de circonférence) ;
- Chaque plantation coûte de moins de 200 euros à plus de 1 500 euros par arbre ;
- Des sols pauvres, tassés et/ou dégradés, et le creusement fréquent de tranchées (pour les réseaux) sont considérés comme réduisant l'espérance de vie des arbres sains ;
- Le vandalisme affecte jusqu'à 30 % des arbres nouvellement plantés dans les rues dans certaines villes et villages ;
- Les pratiques de gestion varient beaucoup selon les villes.

### En France

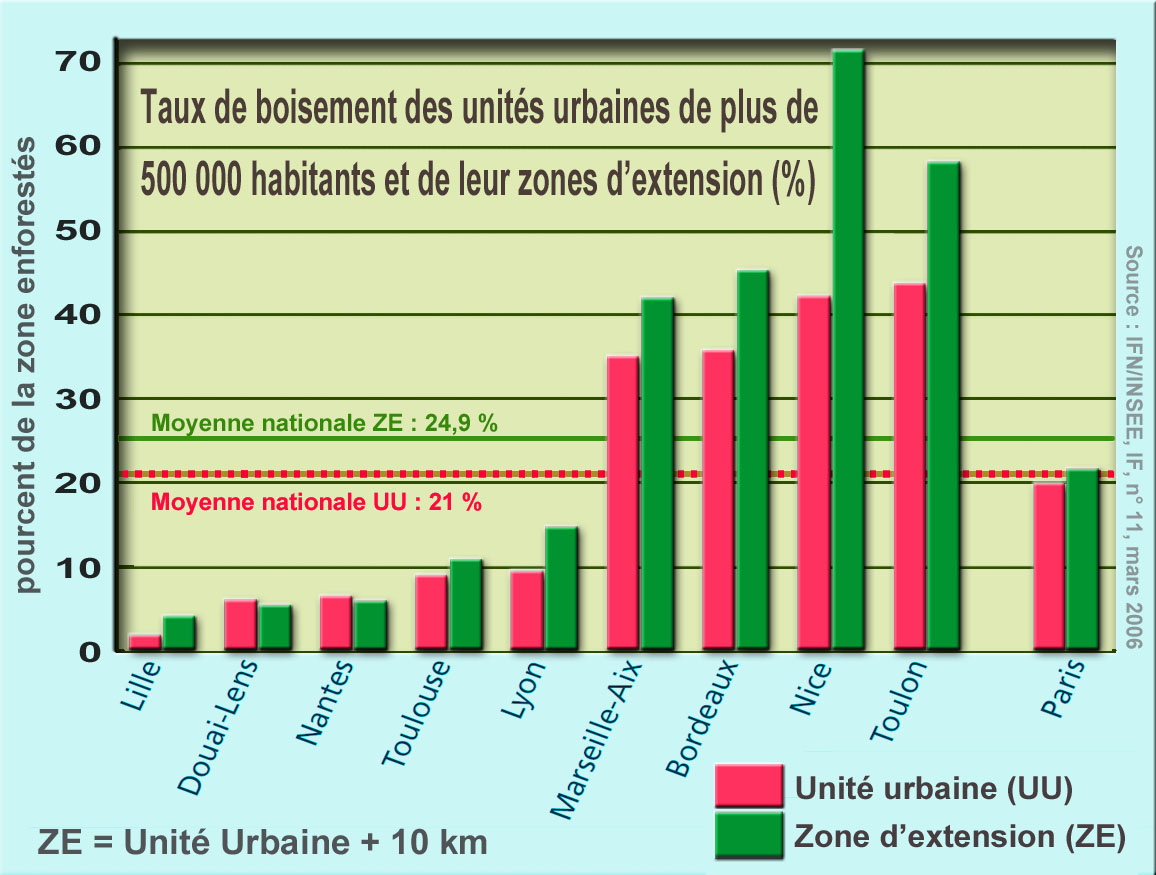
Taux de boisement (forêts) pour quelques grandes unités urbaines de France (plus de 500000 habitants) et de leur zone d’extension (même zone + ceinture de 10 km, distance choisie parce qu'en 2005, les Français des unités urbaines se disaient prêts à faire 10.5 km en moyenne pour aller se promener en forêt), selon l'IFN et l'INSEE, 2006

#### Projets locaux depuis 2000-2005
En 2006, l'IFN a croisé ses données avec celles du recensement de la population (Insee) pour calculer le taux de forêts sous influence urbaine (forêts susceptibles de subir plus de dérangement pour la faune, mais aussi susceptibles de rendre des services aménitaires supplémentaires pour les personnes).

En France, un cinquième du total des forêts regroupe 114 unités urbaines de plus de 50 000 habitants et leurs zones d’influence, soit 3,3 millions d’hectares boisés. Selon l'IFN, vers 2005, « Une part non négligeable de la superficie de ces unités urbaines est couverte par la forêt (21 %) et en moyenne chacun de leurs habitants dispose d’environ 200 m2 de forêt » — ici est cartographiée comme forêt par l'IFN toute surface de plus de 70 m de côté « ayant un couvert d’arbres forestiers supérieur à 10 % au moment de l’observation, ou pouvant atteindre ce seuil (dont jeunes plantations ou jeunes reboisements) et coupes rases en régénération ou zones récemment exploitées, incendiées ou accidentées. On est en zone d'influence dans un rayon de 10 km autour des aires urbaines (car vers 2000-2005, les Français des unités urbaines se disaient prêts à faire 10,5 km en moyenne pour aller se promener en forêt). »
En termes de surface, Paris, ou plus exactement l'unité urbaine parisienne est dans une situation moyenne (pour le pays), boisée sur 20,1 % de sa surface (dans la moyenne nationale) passant à 21,7 % pour sa zone d’extension, mais la densité de population est de loin plus élevée que dans les autres régions, ce qui laisse supposer une pression intense sur les milieux (forêts fermées à plus de 96 % (c'est-à-dire des milieux couverts d'arbres à plus de 40 % précise l'IFN).
En juin 2019, la maire de Paris annonce la création de forêts urbaines sur le parvis de l'Hôtel de ville, sur celui de la gare de Lyon, derrière l’Opéra Garnier ainsi que sur les berges. De même, en septembre 2020, le président de Bordeaux Métropole annonce l'objectif de planter un million d'arbres et de « multiplier les microforêts urbaines ». À Lyon, le "Plan Canopée" (3000 arbres supplémentaires par an), adopté en décembre 2017 par le Conseil de la Métropole, devrait augmenter de manière significative la couverture de la ville par les arbres et limiter les effets d’îlot de chaleur urbain. Des actions ponctuelles sont en cours en 2020, ce projet prévoyait la plantation de 300 000 arbres d'ici 2030. Le 17 juin 2020, dans le quartier de La Duchère : 6000 arbres[réf. souhaitée].

#### Diversification des essences
Afin de réaliser de telles forêts urbaines, la diversification des essences apparait comme une nécessité. Par exemple, il apparait souhaitable, lors du lancement du Plan Canopée à Lyon en 2017, d’atteindre un seuil de 10% d’une même espèce, 15% d’un même genre et 20% d’une même famille. En 2018, pour la forêt de La Duchère, conçue par le botaniste Akira Miyawaki, le boisement préconisé selon une démarche de génie écologique, repose sur la sélection d’un grand nombre d’essences autochtones qui existaient avant l’intervention de l’homme sur le site de plantation, et sur la densité de plantation qui permettra l’émulation et la coopération entre ces essences. Dans le projet en cours en 2020 au parc de Parilly, le choix des espèces a été fait en prenant en compte le réchauffement climatique c’est-à-dire en imaginant le climat lyonnais beaucoup plus chaud, mais avec des hivers très froids. Les semis (200 graines sur chacune des quatorze espèces) se font avec des espèces méditerranéennes non gélives.

## Valeur
Les habitants, les aménageurs, urbanistes et élus locaux accordent à la forêt urbaine une valeur environnementale (eau, air, sol, écosystèmes), paysagère, sociale et parfois économique (la productivité n'est pas ce qu'on y recherche, mais la présence d'une forêt urbaine fait nettement grimper la valeur foncière des zones voisines).
Certaines études laissent penser que la demande en forêt urbaine présente (aux États-Unis) une certaine élasticité dépendant du coût d'accès à ces forêts et du revenu. Aux États-Unis, une enquête a montré que les villes et gestionnaires de forêts urbaines leur accordent aussi une valeur croissante de puits de carbone, éventuellement négociable dans le cadre du marché du carbone.
En France, rien qu'en comptant les coûts de déplacement liés aux visites récréatives, la valeur non marchande de la forêt a été évaluée par l'IFN en 2006 à environ 2 milliards d'euros par an, chiffre dépassant la valeur annuelle de la récolte de bois (environ 1,7 milliard d’euros).
Dans certains contextes, l'arbre et la forêt ont aussi une valeur paysagère de cache visuel ou de tampon sonore, par exemple pour cacher une voie de transport, une usine, une carrière, etc. avec une efficacité encore discutée : les premières études et expérimentations sur la propagation du son en forêt datent des années 1940 et n'ont jamais cessé,,,, en particulier pour prévoir ou modéliser la propagation des ondes sonores. Leurs résultats parfois contradictoires montrent la complexité des problèmes physiques faisant intervenir le sol et le relief, l'hygrométrie et le vent, l'effet de diffusion des feuillages, troncs et branches (et donc leur densité), et la variété des contextes (saison, météo et type de forêt).

## Difficultés et problèmes spécifiques
La santé des arbres urbains est affectée par différentes sources de stress : la déposition chronique d'une partie de la pollution de l'air, de l'eau et des sols, et l'exposition à l'ozone urbain ; le dérangement et l'appauvrissement de la faune ; la vulnérabilité aux espèces exotiques (dont invasives) , à l'eutrophisation et à la surprédation (par les chiens et chats notamment), avec des effets de lisière importants ; la pression d'activités humaines et due à la fréquentation (surfréquentation parfois), sur les sols notamment ; ou encore la présence d'un micro-climat plus déshydratant. Les sols peuvent également perdre leurs horizons naturels, souvent pollués et anormalement tassés voire franchement anoxiques. Ils sont riches en gravats et autres matériaux artificiels de remplissage, souvent excessivement pierreux et à texture grossière. À leur dégradation structurale s'ajoute une perte de porosité (et par suite de capacité d'aération, de drainage, de stockage de l'humidité, défavorable à la bonne santé des racines. L'abondance de déchets de chaux, ciment et plâtre augmente le taux de carbonate en produisant un pH alcalin qui limite la circulation et biodisponibilité des métaux lourds mais prive les plantes de certains micronutriments ou favorise une carence en phosphore, en matière organique et parfois en azote (sauf aux pieds d'arbres ou inversement, des excès de nitrates sont fréquents).
Les forêts urbaines sont également victimes de la pollution routière (plomb, avec augmentation préoccupante de nouveaux polluants perdus par les pots d'échappement catalysés, qui perdent des métaux du groupe du platine), de la pollution lumineuse pouvant affecter la périphérie et parfois l'intérieur des boisements urbains, et plus encore les alignements d'arbres en pleine ville, des chantiers et terrassements plus fréquents en ville affectant les systèmes racinaires, et des véhicules qui abîment fréquemment l'écorce des arbres. Par ailleurs, les villes sont souvent des zones qui ont été drainées, et leur imperméabilisation a perturbé le cycle local de l'eau amplifiant les effets des aléas climatiques. Enfin, les arbres urbains situés dans des zones à risque d'incendie (risque qui semble devoir croître avec le dérèglement climatique et la consommation agricole d'eau dans plusieurs régions du monde) sont également menacés.
Ceci explique que les arbres urbains sont plus souvent victimes de certains parasites et de certaines maladies qui peuvent diminuer leur espérance de vie.
Pour ces raisons, la forêt urbaine ou périurbaine nécessite des précautions et des modes de gestion adaptés .
En 2022, une étude de 3 129 espèces d'arbres et d'arbustes dans 164 villes de 78 pays montre que 56 % de ces espèces sont soumises à des températures excessives dans au moins une ville et 65 % à des précipitations insuffisantes ou excessives, 17 % et 25 % étant en situation de risque de disparition pour ces raisons. Dans certaines villes comme Barcelone, Niamey et Singapour, toutes les espèces présentes sont menacées. Les projections pour 2050 sont particulièrement inquiétantes.

## Gestion, conservation et restauration
On a montré dans des pays ou zones où l'urbanisation est relativement récente (en Californie et au Nevada par exemple, à partir de l'analyse de la structure et de la qualité écologique de 118 parcelles situées le long d'un gradient allant de la forêt au centre-ville) que les vestiges des forêts indigènes, malgré la perte d'intégrité écologique de la forêt antérieure, contribuent encore de manière significative au maintien des espèces indigènes dans les paysages urbanisés, et que leur conservation joue un rôle important dans la protection des écosystèmes forestiers indigènes.
Leur conservation nécessite d'améliorer les pratiques de planification, de conception, de mise en œuvre et d’entretien. Une limite majeure dans la recherche sur les paysages urbains est le manque d'accessibilité aux arbres des propriétés privés. Or, ils représentent une grande partie des espaces verts urbains. Les écologistes ne sont souvent pas préparés à cet obstacle et ils excluent donc souvent les terres privées des études empiriques.
De nombreuses grandes villes ont un service consacré aux arbres, au sein du service espaces verts.
Alors qu'au XIXe siècle, les parcs urbains étaient surtout plantés d'espèces exotiques, pour leur intérêt paysager, avec une gestion très artificielle des espaces fleuris, de gazons et de l'eau, depuis peu, on tend à appliquer à ces forêts les principes de l'écologie du paysage et de la gestion différenciée, en cherchant de plus en plus à les intégrer dans une trame verte (ou réseau écologique).
Par ailleurs, il est difficile de trouver du foncier disponible et peu fragmenté alors que la démographie urbaine est presque partout exponentiellement croissante depuis plus d'un siècle. Cet obstacle concerne par exemple la ville et la communauté urbaine de Nantes, qui veulent planter ou laisser pousser, dans le cadre de la trame verte locale (coulées vertes et corridors écologiques), 1 500 hectares de « forêt urbaine » en huit à dix ans.

## Dimension économique
L'objectif premier de ces forêts n'est pas la production de bois, mais on peut leur attribuer une valeur aménitaire élevée, comme l'indique le prix du foncier autour de ces boisements. De plus, certaines forêts, comme la forêt de Zurich, sont gérées de manière qu'en cas de nécessité (crise pétrolière ou gazière, guerre..), elles puissent néanmoins être un jour exploitées pour leur bois.

## Séquestration de carbone
Dans une approche de type empreinte écologique ou « remboursement d'une dette écologique », la forêt urbaine peut logiquement contribuer à la compensation locale et directe de certaines émissions de CO2 (ou équivalentes).
- À titre d'exemple, une étude[28] visant à quantifier le stockage du carbone et la séquestration du carbone par certaines forêts urbaines de la ville relativement industrielle de Hangzhou (Chine). Les données d'inventaire des forêts urbaines, via des équations basées sur le volume de biomasse, et le calcul de l'accroissement annuel et via une modélisation de la productivité primaire nette (PPN), des estimations de carbone stocké ont été réalisées. Le carbone total stocké par les forêts urbaines de Hangzhou a ainsi été estimée à 11,74 TgC/an (soit environ 30,25 tonnes de carbone par hectare en moyenne). La séquestration du carbone par les forêts urbaines était de 1 328 166,55 t/an, soit une séquestration de 1,66 tonne de carbone par hectare et par an. Or les émissions industrielles de CO2 étaient pour Hangzhou de 7 TgC/an. Dans ce cas, les forêts urbaines semblent avoir séquestré annuellement 18,57 % de la quantité de carbone émise par la combustion d'énergies fossiles par l'industrie locale, en stockant l'équivalent de 1,75 fois la quantité annuelle de carbone émise par les utilisations industrielles de la ville. Ce taux de carbone séquestré pourrait encore être amélioré par des pratiques de gestion adaptées.
- Une autre étude[29] a conclu qu'à Shenyang, ville très industrialisée du nord de la Chine (province du Liaoning), 101 km2 de forêt urbaine (5,76 millions d'arbres) stockaient environ 337 000 tonnes de carbone par an (pour une valeur estimée de 13,88 millions de dollars), avec un taux de séquestration du carbone de 29 000 t/an (équivalent à 1,19 million de dollars et 3,02 % des émissions annuelles de carbone provenant de la combustion de combustibles fossiles de la ville) . La séquestration du carbone pourrait dans ce cas compenser 0,26 % des émissions annuelles de carbone de la ville, ce qui reste modeste ; mais l'étude a aussi montré que les essences, le sol, la composition en espèces, la structure forestière et ses classes d'âge influaient beaucoup sur le taux de séquestration et que ce dernier pourrait être amélioré par une gestion adaptée.
- À Gainesville, en Floride[30], la forêt urbaine était plus dense, et stockait plus de carbone qu'à Miami-Dade, en raison des conditions environnementales, mais aussi du mode d'urbanisation (3,4 % des émissions de CO2 étaient absorbés par la forêt urbaine à Gainesville et 1,8 % à Miami-Dade). La séquestration du CO2 par ces arbres était cependant pour les années 2010 comparable aux résultats des politiques existantes de réduction de CO2[30].
- Selon les données du Département des forêts de l'USDA [31] pour dix grandes villes des États-Unis et pour le couvert forestier nord américain, les arbres urbains des États-Unis stockeraient actuellement aux États-Unis environ 700 millions de tonnes de carbone. En moyenne, ce stockage de carbone a été estimé aux États-Unis (pour le début des années 2000) à 25,1 tonnes de carbone par hectare (comparativement à 53,5 tC/ha dans les peuplements forestiers).

Même quand les résultats sont modestes, au regard d'objectifs à long terme, des multiples services écosystémiques rendus par les boisements, des coûts, des besoins communautaires, la préservation des forêts existantes doit être reconsidérée en intégrant leur valeur pour l'adaptation au changement climatique et la lutte contre le dérèglement climatique et pour la restauration ou conservation d'autres services écosystémiques,, dont l'amélioration de la qualité de l'air ou la dépollution de certains sols.

## Intérêt scientifique
Les forêts urbaines sont souvent surfréquentées et insularisées, parfois touchées par des invasions biologiques, mais elles sont également moins soumises à la pression du bûcheronnage et aux impacts du drainage agricole, des engrais et pesticides agricoles ou de la chasse. Elles peuvent donc servir de modèles pour étudier les effets de ces phénomènes.
Akira Miyawaki a montré au Japon que certains parcs anciens ont une valeur en termes de conservatoire de ressources génétiques, y compris pour les espèces autochtones qui en forêt ont pu être remplacées par des variétés jugées plus productives ou intéressantes à certaines époques.
De plus, en raison de leur contexte plus urbain et parfois industriel, elles ont été exposés plus que les forêts non urbaines à des températures ambiantes plus élevées (cf. bulle de chaleur urbaine). D'autre part, les dépôts de dioxyde de carbone, de monoxyde de carbone, d'azote et parfois d'ozone y ont été plus importants, et plus précoces qu'ailleurs (ces forêts y sont exposées depuis plusieurs décennies). Pour ces raisons, la « courbe de réponse » face au dérèglement climatique et aux changements globaux de ces forêts urbaines ou périurbaines peut être en avance de plusieurs décennies par rapport aux autres forêts des mêmes régions.
Des biologistes ont estimé que l'étude de vestiges de forêts ou de boisements plus récemment constitués, le long de gradients d'urbanisation (du plus urbain au forestier en passant par le rural) dans différents contextes biogéographiques pourrait fournir des informations intéressantes sur les impacts subis par ces forêts, et sur les réponses actuelles et à venir des forêts à certains facteurs en cause dans les changements globaux, ainsi que sur leurs capacités de résilience face à certains changements. À condition de minimiser les artefacts induits par la faible taille, l'insularisation, l'entretien, et la surfréquentation de ces massifs intra ou périurbains, l'étude de ces forêts le long de gradients urbain-rural pourrait aider à faire de meilleurs prédictions sur l'évolution des écosystèmes forestiers aux échelles locales.
On a ainsi montré en Amérique du Nord que les taux de prélèvement par oiseaux prédateurs, chats ou autres animaux sur les graines et sur les œufs dans les nids d'oiseaux (naturels ou artificiels) variaient fortement selon l'« effet lisière » du milieu considéré et le long du gradient existant (des paysages ruraux aux boisements urbains), avec un maximum de prédation dans les banlieues où les taux de disparition de ces propagules étaient les plus élevés (86 % des œufs perdus chaque jour et 95 % des graines non retrouvées), plus que dans les sites urbains (œufs, 64 % ; graines, 88 %). Le fait que les boisements urbains soient entretenus semble avoir une importance dans ce phénomène : Ainsi, au sol, les graines exposées et les œufs ont souffert des taux de prélèvements plus importants que les graines ou œufs couverts par la litière de feuilles (là où elle n'avait pas été enlevée par les jardiniers). Cependant, certaines graines non retrouvées peuvent avoir été emportées par des animaux (des fourmis aux oiseaux en passant par les écureuils) qui les ont enterrées pour en faire provision, ce qui n'empêchera pas certaines d'entre elles de germer. En revanche, la disparition d'un œuf du nid, même si l'œuf n'est pas mangé, ne laisse aucune chance de survie à l'embryon qu'il contient.
La littérature scientifique suggère que les taux de prédation des œufs sont extrêmement élevés dans les villes et semble-t-il plus encore en banlieue, avant de rapidement chuter quand on s'éloigne des villes. Dans les boisements, la prédation sur les œufs est toujours plus élevée sur les lisières. Ainsi, de petits boisements urbains pourraient jouer un rôle de piège écologique pour certaines espèces.